# Katherine Rentería
Katherine Rentería Cuero (ur. 16 września 2000) – kolumbijska zapaśniczka walcząca w stylu wolnym.
Brązowa medalistka igrzysk panamerykańskich w 2023, a także igrzysk boliwaryjskich w 2022. Piąta na mistrzostwach panamerykańskich w 2023 i 2024. Mistrzyni panamerykańska juniorów w 2018 i 2019 roku.